# Лоос, Валентин
Валентин Ярослав (Вилем) Лоос (чеш. Valentin Jaroslav "Vilém" Loos; 13 апреля 1895 — 8 сентября 1942) — чехословацкий хоккеист и футболист. Двукратный чемпион Европы (1922 и 1925 годов) в составе сборной Чехословакии по хоккею с шайбой.

## Биография
Валентин Лоос родился в Праге 13 апреля 1895 года. Начинал играть в хоккей вместе со своим старшим братом Йозефом, но в отличие от него, стал выступать за сборную только после окончания первой мировой войны.
Выступал за хоккейный клуб «Славия» (Прага). Участник международных соревнований по хоккею. Бронзовый медалист чемпионата мира по хоккею 1920 года (в рамках летних Олимпийских игр 1920 года в Антверпене). Чемпион Европы 1922 и 1925 годов. Серебряный призёр чемпионатов Европы по хоккею с шайбой 1921 и 1926 годов, бронзовый призёр чемпионата Европы 1923 года.
За сборную Чехословакии по хоккею провёл 27 матчей, забросил 12 шайб.
Помимо хоккея также играл в футбол за пражскую «Славию».
Умер 8 сентября 1942 года в Праге, в годы второй мировой войны.